# Ignace Francis La Mousse
Ignace Francis La Mousse (né Ignace Partui et également appelé « le vieil Ignace »), né près de Montréal et mort en 1837 près de Fort Laramie, était une personnalité amérindienne d'origine iroquoise, et explorateur dans les montagnes Rocheuses au XIXe siècle.

## Histoire
Ignace Francis La Mousse est le surnom d'Ignace Partui et fait référence à sa stature physique. Sa famille avait été convertie au catholicisme par les jésuites de Nouvelle-France après la Guerre de 1812. Il fait partie du groupe de 24 Amérindiens d'origine iroquoise, convertis au catholicisme et arrivés de Montréal jusqu'à la Bitterroot, dans l'actuel Montana. Entre 1812 et 1824, à la recherche de fourrures, ils se sont installés dans les villages d'indiens Têtes-Plates et y ont pris épouse. Le groupe comptait aussi Pierre Gaucher. 
Ignace Francis La Mousse, a deux fils Charles, né vers 1821, et Francis Xavier, né vers 1825, baptisé et appelé aussi par les indiens Francis Xavier Saxa.

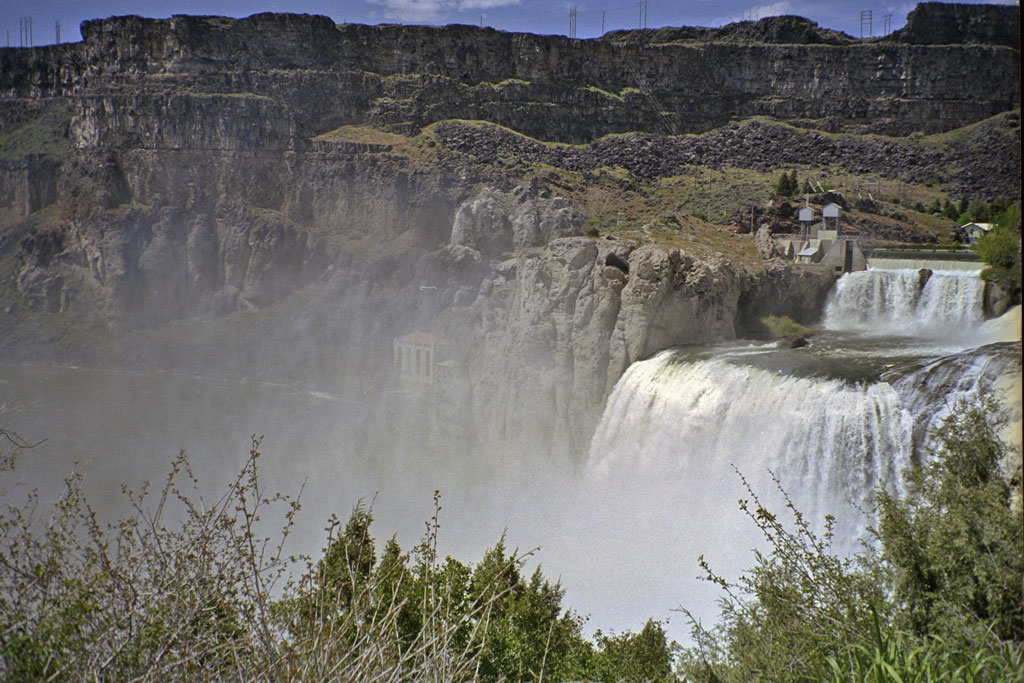
Chutes de Shoshone sur la Snake.

Le « vieil Ignace » est alors réputé pour son art de conter les souvenirs de son village natal de Kahnawake, fondé par les Jésuites et connu aussi sous l'appellation de Sault-Saint-Louis, près de Montréal. Les trappeurs ont entre-temps vu approcher des concurrents dans le commerce de fourrure, qui se font progressivement menaçants. Le parlement anglais vote en 1821 une loi pour reconstituer le monopole de la Compagnie de la Baie d'Hudson, qui absorbe la Compagnie du Nord-Ouest, sous la direction de George Simpson dans le grand Ouest. Les Têtes-Plates commencent à craindre une « guerre des fourrures » lorsque la Compagnie de la Baie d'Hudson nomme en 1823 le trappeur canadien Peter Skene Ogden, connu pour avoir battu à mort un Amérindien en 1816, responsable de conduire en 1824-25 une expédition pour étendre son influence, au sud de la rivière Bear dans l'Utah, mais aussi sur la Snake. Cette dernière est fermée par les chutes de Shoshone mais n'est pas très loin des villages de la Bitterroot. Les Amérindiens comprennent qu'ils n'auront plus un accès illimité à cette richesse pour alimenter leurs villages québécois à chaque saison.
Au cours de l'hiver 1825, la plupart des Iroquois de la Bitterroot décident de travailler pour Jedediah Smith, de l'American Fur Company, qui a des représentants à Saint-Louis et Kansas City, au bord du Missouri, ce qui leur permet de découvrir qu'il y a aussi des jésuites dans ce secteur, qu'ils tentent d'approcher dès 1831. 
À l'été 1835, « le vieil Ignace » a rendez-vous avec un missionnaire protestant, le révérend Jason Lee, mais ne donne pas suite. Le père Jason Lee avait déjà contacté les Amérindiens l'année précédente, mais le « vieil Ignace » avait assuré à ses amis qu'il ne s'agissait pas d'un vrai prêtre, et il quitte la région en 1836. Dès le lendemain, le « vieil Ignace » part pour Saint-Louis avec deux de ses fils, pour les faire baptiser par les missionnaires jésuites le 2 juillet 1835. Il est accompagné de High-Bear, un chef de tribu des Nez-Percés du confluent de la Salmon et de la Snake. 
À l'été 1839, une nouvelle délégation prend le chemin de l'est. Elle comprend des représentants de la tribu voisine, les Nez-Percés, mais attaquée par les Sioux sur la North Platte au niveau de Fort Laramie, elle est entièrement décimée. Malgré cette épreuve, une nouvelle équipe est mise sur pied, comprenant cette fois « le jeune Ignace » qui n'a pas de lien de parenté établi avec « le vieil Ignace », et elle parvient l'année suivante à rencontrer le missionnaire jésuite belge Pierre-Jean De Smet à la Mission jésuite Saint-Joseph de Council Bluffs, à la frontière de l'Iowa et du Nebraska.
Pierre-Jean De Smet prend la route avec eux vers l'ouest, par bateau puis à cheval et résiste à la malaria. Pierre Gaucher est parti en éclaireur rencontrer le chef des Cheyennes, qui leur donne bon accueil. Après un long périple ils arrivent sur la Bitterroot, un affluent du fleuve Columbia, où Pierre-Jean De Smet fonde la Mission jésuite Sainte-Marie de Bitter Root.
Selon le lieutenant John Mullan, le « jeune Ignace » lui a montré le passage pour pénétrer à l'intérieur de montagnes de Coeur d'Alene, lui permettant plus tard d'établir une route entre Fort Benton et Walla Walla, appelée la Mullan Road. Il est enterré au cimetière amérindien d'Arlee.